# Čeperka
Obec Čeperka (německy Czeperka, mezi lety 1939–1945 Tscheperka) se nachází v okrese Pardubice, kraj Pardubický, na půli cesty mezi krajskými městy Pardubice a Hradec Králové. Žije zde přibližně 1 200 obyvatel. Obcí protéká Opatovický kanál.

## Historie
První písemná zmínka o obci pochází z roku 1777. Obec dostala jméno po vůbec největším rybníce v dějinách Čech: Čeperka, monumentální dílo o rozloze 1 000 ha, které nechal postavit Vilém II. z Pernštejna, ale bylo vysušeno v 18. a 19. století a přeměněno na pole. Tato rybniční soustava byla napájena vodou z Opatovického kanálu.
Na začátku 19. století bylo v obci 21 domů. Obyvatelstvo tvořili rolníci a dělníci. Na počátku 20. století měla obec přes 500 obyvatel. Dnešní počet domů je kolem 350 a neustále se zvyšuje. Na konci roku 1999 vstoupila Čeperka spolu s některými okolními obcemi do Sdružení obcí pod Kunětickou horou.

## Služby
V obci je malotřídní základní škola (1. až 5. třída) a mateřská škola se školní jídelnou. V obci fungují dvě prodejny potravin, dvě soukromá pohostinství, diskoklub, kadeřnictví, kosmetika, poštovní služebna a moštárna. Dále má obec kino a knihovnu.
Pracovní příležitosti v obci nabízejí hlavně Elektrárny Opatovice a. s. a TPE (Těsnění a pružné elementy).
V poslední době[kdy?] bylo upraveno hřiště, kde je k dispozici i tenisový kurt. Na tomto prostranství jsou pořádány společenské akce (oslava Dne dětí, pálení čarodějnic) a soutěže v hasičském sportu a nohejbale.
V roce 2015 byla v obci vystavěna nová hloubková kanalizace. Od roku 1986 je obec centrálně zásobována teplem z opatovické elektrárny. V obci se pravidelně sváží tříděný a komunální odpad.

## Sbor dobrovolných hasičů Čeperka
Sbor dobrovolných hasičů Čeperka byl založen v roce 1882. Vozidla sboru jsou obměňována. Sboru sloužily postupně tyto vozy:  Škoda (1935), Praga RN, Robur, GAZ, Trambus, Tatra 138, Avia DA 8-A31, Tatra T148 CAS 32/7000/0 a v současné době Iveco DA-70C18 a Tatra CAS 30/9000/540-S3VH 815-7 6×6 FORCE.
Hasiči vyjíždějí k mnoha požárům širokém okolí. SDH Čeperka pravidelně pořádá taneční zábavy a dětské karnevaly. Spolupodílí se na pálení čarodějnic, dětských dnech, rozloučení s prázdninami, tajných výletech pro děti i dospělé.

## Turistika a okolí
Obec je obklopena množstvím písníků, především v části Malá Čeperka: Oplatil I, Oplatil II, Malá Čeperka, Gigant. Významným turistickým cílem v okolí je pozdně gotický hrad Kunětická hora.
Okolí obce tvoří i množství lesů:
- les Kulhánov (směr Libišany), kterým vede dálnice D35
- les Bažantnice (směr Malá Čeperka, Stéblová), kterým prochází cyklostezka a železniční trať.

Při stavbě rychlostní silnice R35 byly mezi Opatovicemi nad Labem a Čeperkou nalezeny archeologické památky z období únětické kultury.
Obcí vedou cyklistické trasy 4040 a 4039 a lesem Bažantnice cyklotrasa 4126.
Obcí prochází železniční trať Pardubice – Hradec Králové, na které je zřízena zastávka Čeperka, do modernizace trati v roce 2015 sloužící též jako hláska. V letech 2014-2015 proběhla modernizace a zdvojkolejnění příslušného traťového úseku.